# Torre de Trabuccato
La Torre de Trabuccato és una torre de guaita situada a la punta homònima, a l'est de l'illa d'Asinara, municipi de Port de Torres, (Sardenya, Itàlia).
De forma cilíndrica, amb una planta amb volta de cúpula, va ser construïda l'any 1609 per projecte del capità ordinari de les Obres del Regne de Sardenya, Andrea Pérez. Va ser la primera de les 3 torres de guaita en construir-se a l'illa d'Asinara. Va ser restaurada diverses vegades entre 1770 i 1778. Estava dirigida per un alcaide, un artiller i tres soldats, armats amb cinc fusells, una pistola i dos canons. Actualment presenta greus problemes estructurals, amb un enfonsament al costat sud-est, i amb les escales interior i exterior semi derruïdes.